# Karč Kiraj
Čarls Frederik "Karč" Kiraj (/ˈkɑːrtʃ kɪˈraɪ/) (rođen 3. novembar 1960) je američki odbojkaški igrač, trener i medijski najavljivač. Osamdesetih godina prošlog veka on je bio centralni deo Nacionalnog tima SAD koji je osvojio zlatne medalje na Olimpijskim igrama 1984. i 1988. godine. Ponovno je osvojio zlatnu medalju na Olimpijskim igrama 1996. godine, koje su sadržale prvo olimpijsko takmičenje u odbojci na pesku. On je jedini igrač (muškarac ili žena) koji je osvojio zlatne olimpijske medalje, u kategorijama odbojke u dvorani i na pesku. On je igrao studentsku odbojku za UCLA Bruinse, gde su njegove ekipe osvojile tri državna prvenstva pod glavnim trenerom Alom Skejtsom.
Kiraj je trenutno glavni trener Ženske odbojkaške reprezentacije Sjedinjenih Država.

## Detinjstvo i mladost
Kiraj je odrastao u Santa Barbari u Kaliforniji. Odbojku je počeo igrati sa šest godina uz podršku svog oca, dr Lasla Kiraja, koji je bio član mađarske juniorske reprezentacije pre nego što je napustio zemlju tokom Mađarskog nacionalnog ustanka 1956. godine. U svojoj jedanaestoj godini Kiraj se takmičio u svom prvom turniru u odbojci na pesku u paru sa svojim ocem.
Kiraj je pohađao srednju školu Santa Barbara, gde je bio član muške odbojkaške ekipe. Njegov otac je igrao ključnu ulogu u stvaranju odbojkaškog programa za dečake u školi. Donsi iz Santa Barbare su dosegli dva puta do utakmice prvenstva tokom Kirajevog srednjoškolskog perioda, stigavši do finala kad je bio u drugoj godini, pre nego što su izgubili prvenstveni meč od srednje škole San Klemente 1976. godine. U njegovoj seniorskoj godini Kirajev srednjoškolski tim je bio neporažen. Oni su osvojili CIF SS pobedivši srednju školu Laguna Bič u finalnoj utakmici 1978. godine, a Kiraj je izabran za igrača godine sekcije. Tokom njegovih srednjoškolskih godina Kiraj je bio pozvan da se pridruži juniorskom nacionalnom timu, na kojem se takmičio tri godine. Kiraj je za svoj uspeh pridavao zasluge svom srednjoškolskom treneru, Riku Olmstedu, jer mu je ukazao na vrednost marljivog rada i zalaganja.

## Koledž karijera
Godine 1978 Kiraj se upisao na UCLA, gde je diplomirao biohemiju. On je isto tako bio član Epsilon Sigma ogranka bradstva Lambda Hi Alfa. Od svoje prve godine, igrao je spoljašnjeg napadača i setera u odbojkaškom timu Bruinsa, igrajući nasuprot juniora Sindžina Smita u bruinsovom 6-2 napadu. Pod glavnim trenerom Alom Skejtsom, Kiraj je odveo UCLA do NCAA muškog odbojkaškog prvenstva u njegovoj prvoj sezoni, 1979. godine. U njegovoj drugoj sezoni, Bruinsi su ponovo stigli do finala, ali su izgubili od USC rivala. UCLA je osvojo prvo mesto tokom Kirajeve juniorske sezone. Kiraj je karijeru na fakultetu završio sa još jednom titulom tokom svoje seniorske godine. Tokom njegove četiri godine, Bruinsi su ostvarili rekord mečeva od 123–5, sa titulama iz 1979, 1981. i 1982. Oni su bili neporaženi u sezonama 1979 i 1982. Kiraj je zaradio sveameričke počasti tokom svake od te četiri godine, i bio je nagrađen kao najistaknutiji igrač NCAA odbojkaških turnira 1981. i 1982. godine.
Kiraj je diplomirao biohemiju na UCLA sa visokim prosekom u junu 1983. godine.
Kiraj je 1992. godine primljen u Hol slavnih UCLA, a njegov dres je penzionisan 1993. godine.
Dok je odrastao, Kiraj je želeo da bude biohemičar da bi krenuo stopama svog oca, ali to se promenilo kada se pridružio reprezentaciji SAD i doveo je do više zlatnih medalja. Dva puta je proglašen za najboljeg igrača sveta od strane međunarodnog upravljačkog tela. Proglašen je i za najboljeg odbojkaša 20. veka.

## Reprezentacija Sjedinjenih Država
Kiraj se pridružio nacionalnom timu 1981. godine. Igrajući spoljnjeg napadača, pokazao se kao izuzetno solidan dodavač. Zajedno sa timskim kolegom Aldisom Berzinsom, Kiraj je bio osnova sistema „dva čoveka“ za prijem servisa koji je Dag Bil kreirao 1983. godine. Pored pokrivanja polovine terena pri prijemu servisa i doslednog isporučivanja lopte dizaču tima Dastiju Dvoraku, Kiraj se pokazao kao odličan defanzivac i veoma produktivan spoljni napadač. Kiraj je predvodio reprezentaciju SAD do zlatne medalje na Letnjim olimpijskim igrama 1984. godine, nadvladavši inicijalni poraz od Brazilskog tima i pobedivši Brazil u finalu. Kiraj je bio najmlađi igrač u timu koji je osvojio zlatnu medalju.
Reprezentacija SAD pokazala je svoje mesto kao najbolji tim na svetu osvajanjem FIVB Svetskog kupa 1985. godine, nakon čega je usledilo FIVB Svetsko prvenstvo 1986. godine. Na Letnjim olimpijskim igrama 1988. tim je osvojio svoju drugu zlatnu olimpijsku medalju, ovog puta pobedivši SSSR u prvenstvenoj utakmici. Kiraj je izabran za kapitena za tim iz 1988. u Seulu. FIVB je proglasio Kirajja za najboljeg igrača sveta 1986. i 1988. godine.
Nakon Olimpijskih igara 1988. Kiraj se povukao iz nacionalnog tima. On i saigrač Stiv Timons igrali su profesionalnu odbojku za Il Mesagero Ravena u Italiji od 1990. do 1992. godine. U timu su bili Italijani Fabio Vulo i Andrea Gardini, Roberto Maskijareli i Stefano Marguti. U dve sezone tim je osvojio niz titula, uključujući Italijansku odbojkašku ligu (1991), Kup Italije (1991), FIVB Svetsko klupsko prvenstvo za odbojkaše (1991), CEV Ligu šampiona (1992) i Superkup Evrope (1992).

## Karijera u odbojci na pesku
Kiraj je imao dugu karijeru na profesionalnim plažama i sa 148 osvojenih turnira u karijeri je igrač sa najviše pobeda u istoriji sporta. On je osvojio najmanje jedan turnir u 24 od 28 sezona koliko je igrao u karijeri koja je trajala četiri decenije. Osvojio je titule sa 13 partnera, a na domaćim takmičenjima dospevao je u polufinale u više od 80% slučajeva. Kiraj se takmičio do svojih srednjih 40-ih.
Kiraj je igrao na svom prvom turniru na plaži sa 11 godina kao očev partner. Kiraj je rekao da je kao 11-godišnjak bio oduševljen što je otkrio da u odbojci na pesku može da se takmiči sa odraslim muškarcima pod jednakim uslovima. Svoj A i AA rejting stekao je na plaži sa 15 godina, a AAA sa 17. Kirajev prvi veliki prodor na plaži dogodio se na plaži Hermosa 1978. Kao 17-godišnjak koji je upravo završio srednju školu, on je šokirao posmatrače Hermose dosezanjem finala pre nego što su on i partner Marko Ortega izgubili od današnjeg dominantnog tima na plaži, Džima Mengesa i Grega Lija. Početkom 1980-ih, Kiraj je formirao uspešan tim na plaži u paru sa saigračem sa UCLA Sindžinom Smitom. Partnerstvo se raskinulo kada se Kiraj fokusirao na reprezentaciju SAD.
Godine 1992, Kiraj je ostavio karijeru u dvorani, vraćajući se u SAD da bi igrao odbojku na pesku sa punim radnim vremenom na AVP turneji. Kiraj je odabrao Kenta Stefesa za svog partnera u dublu. Stefes je bio talentovani mlađi igrač koji je rano napustio UCLA da bi počeo da igra na profesionalnoj turneji na plaži. Kiraj i Stefes su ubrzo postali dominantni par na turneji, zamenivši bivšeg saigrača i partnera u dublu Smita i njegovog partnera Randija Stoklosa kao najbolji tim na plaži. Godine 1996, Kiraj se vratio na Olimpijske igre, ovog puta takmičeći se u odbojci na pesku sa svojim partnerom Stefesom. Kiraj i Stefes su osvojili zlatnu medalju, prvu ikada dodeljenu za mušku odbojku na pesku.
Kiraj je nastavio da osvaja turnire u svojim 40-im, zabeleživši dve pobede na AVP turnirima sa svojim partnerom Brentom Doblom 2002. i 2003. i još četiri sa Majkom Lambertom 2004. i 2005. Kirajjeva poslednja pobeda stigla je u avgustu 2005, kada su on i Lambert pobedili na Hantington plaži. Godine 2006, Kiraj se udružio sa Larijem Vitom, a 2007. sa Kevinom Vongom. Njegovi timovi su nastavili da beleže visoke plasmane. Tokom svoje karijere na plaži, Kiraj je osvojio preko 3 miliona dolara u novcu od nagrada, a zaradio je znatno više na reklamama. Kiraj se povukao iz AVP turneje nakon sezone 2007.
Ultimatno, Kiraj je osvojio 148 profesionalnih titula u odbojci na pesku, od kojih 74 sa Stefesom. Sledeći najbliži igrač po ukupnom broju pobeda je Sinđin Smit sa 139. Posle Smita je njegov dugogodišnji partner, Rendi Stoklos, sa 122. Sledeći najbliži igrač je Kent Stefes sa 110, a sledi ga Emanuel Rego, sa 78 pobeda.

## Literatura
- Couvillon, Arthur R. (19. 1. 2008). Karch Kiraly: A Tribute to Excellence. Hermosa Beach, Calif: Information Guides. ISBN 978-0-938329-11-4.
- Kiraly, Karch; Hastings, Jon (13. 6. 1996). Karch Kiraly's Championship Volleyball. Touchstone. ISBN 978-0-684-81466-7.
- Kiraly, Karch; Shewman, Byron (1999). Beach Volleyball. Champaign, IL: Human Kinetics. ISBN 978-0-88011-836-1.